# オスカル・ウォーリー
オスカル・アレクサンドレ・ウォーリー・グアルダード（Óscar Alexandre Whalley Guardado、1994年3月29日 - ）は、スペイン・アラゴン州サラゴサ出身のサッカー選手。CDグアダラハラ所属。ポジションはGK。

## クラブ経歴
イングランド人の父とメキシコ人の母の下、アラゴン州のサラゴサに生まれ、2006年にレアル・サラゴサのカンテラに入団した。2014年3月21日、セグンダ・ディビシオンのスポルティング・ヒホン戦にて、先発フル出場したことで、トップチームデビューを果たした。2014-15シーズン、リーグ序盤戦はレギュラーとしてプレーしていたが、後半戦からはボノにポジションを奪われた。
2015年7月11日、セグンダのSDウエスカにレンタル移籍をした。翌年8月8日、ラ・リーガのスポルティング・ヒホンと契約したが、イバン・クエジャル、ディエゴ・マリーニョに次ぐ第3GKという立場だったため、出場機会が限られた。
2018年6月12日、自身初の海外移籍でデンマークのオーフスGFに加入した。翌年8月13日には、ギリシャ・スーパーリーグのOFIクレタへの移籍が発表された。
2020年9月3日、スペインに帰国し、新たにセグンダへと昇格してきたCDカステリョンと契約した。2021年7月25日、カステリョンが1シーズンでプリメーラ・ディビシオンRFEFへと降格したため、CDルーゴにフリーで加入した。
2023年6月12日、CDグアダラハラに移籍した。